# Corina Lupei
Corina Elena Romina Lupei (n. 12 iulie 2002, Târgu Mureș, România) este o handbalistă română care joacă pentru clubul HC Dunărea Brăila și pentru echipa națională a României. Lupei, care evoluează pe postul de extremă stânga, a reprezentat România la campionatul european din 2022.

## Biografie
Lupei a debutat ca jucătoare la clubul sportiv Arena Târgu Mureș. În 2019, ea a făcut parte din echipa U17 a României care s-a clasat pe locul 5 la ediția Festivalului Olimpic al Tineretului European de la Baku. Pentru evoluția de la această competiție, Lupei și coechipierele sale au fost premiate de Direcția Județeană pentru Sport și Tineret Mureș în cadrul unei festivități din decembrie 2019, intitulată Gala Sportului Mureșean.
În octombrie 2020, la vârsta de 18 ani, Corina Lupei și colega ei de echipă, Andreea Țîrle, au fost împrumutate de clubul de senioare SCM Râmnicu Vâlcea. În acel moment, 10 din handbalistele echipei din Râmnicu Vâlcea erau indisponibile pentru meciurile din campionat din cauza infectării cu COVID-19. Lupei s-a remarcat prin performanțele sale bune încă de la primele jocuri în tricoul vâlcencelor, devenind o jucătoare importantă pentru echipa sa. În același sezon, în afara meciurilor din Liga Națională, ea a debutat și în Liga Campionilor, unde a înscris primele sale două goluri în partida împotriva echipei muntenegrene Budućnost Podgorica. 
Handbalista a fost și componentă a echipelor naționale ale României la toate categoriile de vârstă. A participat la campionatul european pentru junioare din 2019, campionatul european pentru tineret din 2021, campionatul mondial pentru tineret din 2022, iar în același an, la vârsta de 20 de ani, la turneul final al campionatului european pentru senioare. Debutul la naționala de senioare l-a făcut în timpul calificărilor pentru turneul final.
În februarie 2023 a devenit liberă de contract după ce a depus o cerere la Federația Română de Handbal, invocând faptul că nu se dezvoltă atât de mult pe cât și-ar dori, din cauza puținelor minute în care este folosită pe terenul de joc. În martie 2023 a semnat un contract cu echipa HC Dunărea Brăila.

## Palmares
- FOTE
  - Locul V: 2019

- Liga Europeană:
  - Locul IV (Turneul Final Four): 2024

- Cupa României:
  -  Finalistă: 2024